# Ugorjałkowci
Ugorjałkowci (bułg. Угорялковци) – wieś w Bułgarii, w obwodzie Wielkie Tyrnowo, w gminie Elena. W 2024 roku liczyła 23 mieszkańców.